# Glee: The Music, The Rocky Horror Glee Show
Glee: The Music, The Rocky Horror Glee Show é um extended play que contém canções apresentadas no episódio de Halloween "The Rocky Horror Glee Show", o quinto da segunda temporada da série Glee, exibido no dia 26 de outubro de 2010. O EP conta com sete faixas - todas originais do musical britânico The Rocky Horror Show, adaptado para filme em 1975 - e foi liberado no dia 19 de outubro de 2010. Estreou na sexta posição da Billboard 200, com 48 mil cópias vendidas em sua primeira semana.

## Desenvolvimento
O episódio "The Rocky Horror Glee Show" foi exibido como parte dos especiais de Halloween da Fox, e mostrou o The Rocky Horror Show sendo recriado pelos membros do clube como o musical anual da escola. Os planos para realizar o episódio foram revelados no San Diego Comic-Con de 2010 pelo criador Ryan Murphy, depois do ator Chris Colfer ter expressado o desejo de gravar "Time Warp" para o programa.
Jayma Mays, que interpreta a conselheira Emma Pillsbury, audicionou com "Touch-a, Touch-a, Touch-a, Touch Me" e a apresentou na série, com algumas mudanças em sua letra. "Whatever Happened to Saturday Night?" foi cantada por John Stamos, como Carl Howell, e "Damn It, Janet" por Cory Monteith e Lea Michele, como Finn Hudson e Rachel Berry.

## Faixas
Todas as músicas compostas por Richard O'Brien.
| N.º | Título                                             | Solos                                                                                                  | Duração |  |
| 1.  | "Science Fiction Double Feature"                   | Naya Rivera                                                                                            | 4:28    |  |
| 2.  | "Damn It, Janet"                                   | Cory Monteith, Lea Michele, Dianna Agron, Amber Riley e Chris Colfer                                   | 2:41    |  |
| 3.  | "Whatever Happened to Saturday Night?"             | John Stamos                                                                                            | 3:04    |  |
| 4.  | "Sweet Transvestite"                               | Amber Riley, Naya Rivera e Heather Morris                                                              | 2:59    |  |
| 5.  | "Touch a Touch a Touch a Touch Me"                 | Jayma Mays, Matthew Morrison, Naya Rivera, Chris Colfer, Cory Monteith, John Stamos e Heather Morris   | 2:29    |  |
| 6.  | "There's a Light (Over at the Frankenstein Place)" | Lea Michele, Cory Monteith e Chris Colfer                                                              | 2:33    |  |
| 7.  | "Time Warp"                                        | Chris Colfer, Dianna Agron, Cory Monteith, Kevin McHale, Heather Morris, Naya Rivera e Jenna Ushkowitz | 3:13    |  |

- A canção "Planet Schmanet Janet" foi cantada pelo elenco especialmente para Glee: Segunda Temporada - Volume 1 e também foi incluida em Glee: A Segunda Temporada Completa, apesar de não estar nesse EP, nem ter sido apresentada na série.

## Solos vocais
- Naya Rivera (Santana) - "Science Fiction Double Feature", "Touch a Touch a Touch a Touch Me"
- Cory Monteith (Finn) - "Damn it, Janet!", "There's a Light (Over at the Frankenstein Place)", "Time Warp"
- Lea Michele (Rachel) - "Damn it, Janet!", "There's a Light (Over at the Frankenstein Place)"
- Dianna Agron (Quinn) - "Damn it, Janet!", "Time Warp"
- Chris Colfer (Kurt) - "Damn it, Janet!", "There's a Light (Over at the Frankenstein Place)", "Time Warp"
- Amber Riley (Mercedes) - "Damn it, Janet!", "Sweet Transvestite"
- Jayma Mays (Emma) - "Touch a Touch a Touch a Touch Me"
- Heather Morris (Brittany) - "Touch a Touch a Touch a Touch Me", "Time Warp"
- John Stamos (Carl) - "Whatever Happened to Saturday Night"
- Kevin McHale (Artie) - "Time Warp"
- Jenna Ushkowitz (Tina) - "Time Warp"

## Paradas musicais
| Parada (2010)                  | Melhor posição |
| ------------------------------ | -------------- |
| Estados Unidos (Billboard 200) | 6              |

## Histórico de lançamento
| País           | Data                  | Formato(s)           |
| -------------- | --------------------- | -------------------- |
| Canadá         | 19 de outubro de 2010 | CD, download digital |
| Alemanha       | 19 de outubro de 2010 | CD                   |
| Reino Unido    | 19 de outubro de 2010 | CD                   |
| Estados Unidos | 19 de outubro de 2010 | CD, download digital |
| Irlanda        | 22 de outubro de 2010 | Download digital     |
| Japão          | 26 de outubro de 2010 | CD                   |
| Austrália      | 29 de outubro de 2010 | CD, download digital |